# Krum (Texas)
Krum és una població dels Estats Units a l'estat de Texas. Segons el cens del 2000 tenia 1.979 habitants.

## Demografia
Segons el cens del 2000, Krum tenia 1.979 habitants, 681 habitatges, i 561 famílies. La densitat de població era de 389,8 habitants/km².
Dels 681 habitatges en un 46,3% hi vivien nens de menys de 18 anys, en un 70,3% hi vivien parelles casades, en un 9,8% dones solteres, i en un 17,5% no eren unitats familiars. En el 14,4% dels habitatges hi vivien persones soles el 5,1% de les quals corresponia a persones de 65 anys o més que vivien soles. El nombre mitjà de persones vivint en cada habitatge era de 2,9 i el nombre mitjà de persones que vivien en cada família era de 3,19.
Per edats la població es repartia de la següent manera: un 30,2% tenia menys de 18 anys, un 8,2% entre 18 i 24, un 35,1% entre 25 i 44, un 19,9% de 45 a 60 i un 6,6% 65 anys o més.
L'edat mediana era de 33 anys. Per cada 100 dones de 18 o més anys hi havia 89,4 homes.
La renda mediana per habitatge era de 52.778 $ i la renda mediana per família de 57.650 $. Els homes tenien una renda mediana de 40.278 $ mentre que les dones 28.527 $. La renda per capita de la població era de 21.642 $. Aproximadament l'1,6% de les famílies i el 2,1% de la població estaven per davall del llindar de pobresa.

## Poblacions més properes
El següent diagrama mostra les poblacions més properes.